# ميخائيل ويلسون
ميخائيل ويلسون (بالإنجليزية: Michael Wilson)‏ (25 نوفمبر 1980 في نيوزيلندا - ) هو لاعب كرة قدم نيوزلندي في مركز الدفاع. شارك مع منتخب نيوزيلندا تحت 17 سنة لكرة القدم ومنتخب نيوزيلندا لكرة القدم. أما مع النوادي، فقد لعب مع تيم ويلينغتون وMinnesota Thunder ‏ ونادي أوكاس وWestern Suburbs FC ‏.

## وصلات خارجية
- ميخائيل ويلسون على موقع الاتحاد الدولي (مؤرشف)  (الإنجليزية)
- ميخائيل ويلسون على موقع قاعدة بيانات كرة القدم.إي يو (الإنجليزية)
- ميخائيل ويلسون على موقع ناشيونال فوتبول تيمز (الإنجليزية)